# Афанасиха
Афана́сиха — деревня в составе Чащихинского сельсовета Краснобаковского района Нижегородской области.
Располагается на правом берегу реки Ветлуги.
По данным на 1999 год, численность населения составляла 173 чел.